# Anaerobaculum
Anaerobaculum è un genere di batterio appartenente alla famiglia delle Syntrophomonadaceae.